# Humán 13-as kromoszóma
A 13-as kromoszóma egy a 24-féle humán kromoszóma közül. Egyike a 22 autoszómának.

## A 13-as kromoszóma jellegzetességei
- Bázispárok száma: 114 142 980
- Gének száma: 399
- Ismert funkciójú gének száma: 318
- Pszeudogének száma: 213
- SNP-k (single nucleotide polymorphism = egyszerű nukleotid polimorfizmus) száma:  333 541

## A 13-as kromoszómához kapcsolódó betegségek
Az O.M.I.M rövidítés az Online Mendelian Inheritance in Man, azaz Mendeli öröklődés emberben adatbázis oldalt jelöli, ahol további információ található az adott betegségről, génről.

| Patológia                                   | Öröklődés | O.M.I.M | Lokusz | Gén   | A gén által kódolt fehérje |
| ------------------------------------------- | --------- | ------- | ------ | ----- | -------------------------- |
| Stargardt betegség                          |           |         |        |       |                            |
| Hirschsprung betegség                       |           |         | q22    | EDNRB |                            |
| Holoproencephalia                           |           |         |        | ZIC2  |                            |
| Mellrák                                     |           |         |        | BRCA2 |                            |
| Dystrophie musculaire des ceintures Type 2C | Recesszív |         |        |       |                            |
| Surdité non syndromique                     | Domináns  |         |        |       |                            |
|                                             |           |         |        |       |                            |
|                                             |           |         |        |       |                            |
|                                             |           |         |        |       |                            |
|                                             |           |         |        |       |                            |
|                                             |           |         |        |       |                            |
|                                             |           |         |        |       |                            |
|                                             |           |         |        |       |                            |
|                                             |           |         |        |       |                            |
|                                             |           |         |        |       |                            |

## Lásd még
- Kromoszóma
- Genetikai betegség
- Genetikai betegségek listája